# Ibn Gabirol
Salomón ibn Gabirol (Málaga, ca. 1021-Valencia, ca. 1058; en hebreo: שלמה בן יהודה אבן גבירול‎ Shelomó ben Yehudá ibn Gabirol; en árabe: سليمان بن يحيى بن جبيرول‎ Sulaymán ibn Yaḥya ibn Ŷabirul), también conocido como Avicebrol o Avicebrón (sobre todo en latín), fue un filósofo y poeta hispanojudío andalusí.
Probablemente haya sido el más grande neoplatónico de la tradición filosófica medieval árabe, y posiblemente también el más grande poeta medieval hebreo. Existe un centro de interpretación dedicado a su persona en Málaga.

## Biografía

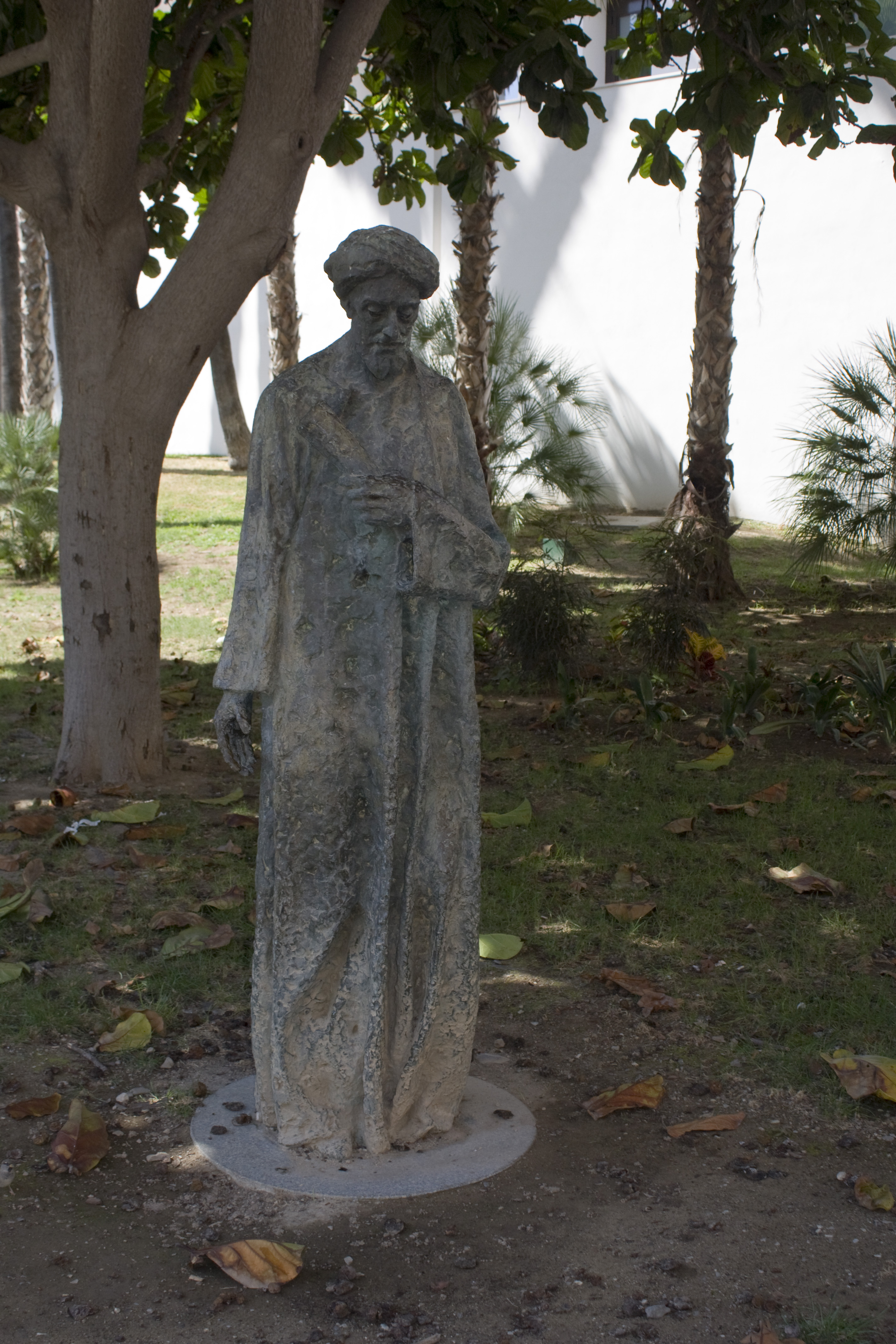
Estatua de Ibn Gabirol en Málaga

Fue hijo de una familia cordobesa que escapó hacia Málaga en el año 1013, a causa de las revueltas que dieron fin al califato cordobés —por lo que Ibn 'Ezra e Ibn Zakkuto lo denominan al-qurtubi, es decir, «el cordobés», aunque él mismo se proclama en varios de sus poemas acrósticos ha-malaquí, «el malagueño»—. Nacido en 1020 -o 1021 según las fuentes- su estancia en la judería malacitana se limita a la niñez, y pronto, seguramente debido a nuevas revueltas producidas tras la muerte de Almanzor, se traslada junto a su padre a Zaragoza, donde recibiría su educación. Allí, su precoz genio poético le valió la protección del mecenas Yekuti'el ben Isaac, visir judío del rey Mundir II de la taifa de Zaragoza. Ibn Gabirol se refiere a Yekutiel ben Isaac como "príncipe", "nací de príncipes y soberanos" y "señor de los señores", y a él le dedica buena parte de sus más excelsos poemas. He aquí un fragmento elegíaco a la muerte de su maestro Yekutiel ben Isaac

Fíjate en el sol del ocaso, rojo,

como revestido de un velo de púrpura:

va desvelando los costados del norte y el sur,

mientras cubre de escarlata el poniente;

abandona la tierra desnuda

buscando en la sombra de la noche cobijo;

entonces el cielo se oscurece, como si

se cubriera de luto por la muerte de Yequtiel.

En 1039, tras los tumultos ocurridos durante el golpe de Estado de Abd Allah ibn Hakam contra Mundir II, que derrocó a la dinastía de los tuyibíes, Yekutiel fue asesinado y, tras dedicarle las más hermosas de sus elegías, Avicebrón dejó Zaragoza. Marchó a Granada, en busca de otro protector en la persona de uno de los más notables y poderosos personajes de su época, Šemuel Ibn Nagrela, visir de Badis ibn Habus rey zirí de Granada. Fue preceptor de su hijo Yosef y, a pesar del origen común de sus familias —ambas eran cordobesas y emigradas a Málaga—, sus relaciones fueron conflictivas, llegando incluso al enfrentamiento personal, debido, tanto a la rivalidad poética como al particular carácter de nuestro personaje, del que dijo Ibn `Ezra: "Su genio indómito le llevó a injuriar a los grandes y a llenarlos de ofensas, sin excusarlos sus defectos". Tras residir unos años en Granada optó de nuevo por volver a Zaragoza.
La positiva opinión que de Ibn Gabirol tienen los cronistas posteriores, Ibn `Ezra, al-Tulaituli, al-Harizi, ibn Da`ud, ibn Parhon o Yosef Qimhi, no son reflejo de la estima de que gozó entre sus contemporáneos, pues una vez muerto Yequtie`el, y sin la protección de Šemuel ibn Nagrela, el enfrentamiento con sus correligionarios concluyó con la promulgación de un herem, o anatema, y su expulsión de la comunidad hebrea de Zaragoza (1045) desde donde volvió a partir para el exilio.
No parece que se llegaran a cumplir sus deseos de marchar a Sion, y carecemos de testimonios fiables sobre el último período de su vida. Ibn Zakkuto nos trasmite una romántica leyenda de su muerte en Valencia, a manos de un vate musulmán celoso de sus poemas, y de como tras ser inhumado bajo una higuera, esta dio sus más dulces frutos.

## Obra
Fue autor de numerosos panegíricos y elegías, pero también cultivó la sátira y el autoelogio, que eran géneros habituales entonces entre los poetas árabes, pero no entre los hebreos. Sus proverbios y máximas son citados de vez en cuando bajo su nombre latinizado de Avicebrón:
"La paciencia cosecha la paz y la prisa, la pierde"
Como otros grandes poetas de su época (entre los que se cuentan grandes rabinos y eruditos de la época, líderes de la comunidad como Semuel ibn Nagrella, Moses ibn Ezra o Yehudah Halevi), Ibn Gabirol cultivó la poesía homoerótica, género que era habitual tanto entre los poetas hispanohebreos del «Siglo de Oro» de la literatura hispanohebrea como entre sus coetáneos musulmanes.
También escribió abundante poesía religiosa, entre la que destaca el Keter Malkut (Corona del reino), un largo poema de tendencias místicas que supone una síntesis entre las creencias tradicionales judías y la filosofía neoplatónica, todo ello adornado por un gran conocimiento de la astronomía árabe.
Compuso, además, dos célebres tratados en lengua árabe. El primero es de carácter filosófico, del que nos ocuparemos más adelante, y fue traducido al latín como Fons vitae.
El segundo se ocupa de la ética y la moral y es de orientación ascética, el Kitab islah al-ahlaq, en hebreo, Tiqqun middot ha-nefes, es decir, La corrección de los caracteres, de 1045.

### Fons vitae
Adherente a la filosofía neoplatónica, su obra más célebre es La fuente de la vida (en latín Fons vitae --en árabe ينبوع الحياة  (Yanbu` al-hayat), traducido al hebreo como מקור חיים, (Meqôr hayyîm)-- y está basada en «Salmos» XXXVI, 10. Esta obra adopta la forma de un diálogo, entre un maestro y su discípulo, y está dividida en cinco partes:
- La primera parte es una explicación preliminar de las nociones de forma y materia universal.
- La segunda describe la materia espiritual subyacente bajo las formas corporales.
- La tercera demuestra la existencia de las sustancias simples.
- La cuarta se ocupa de las formas y materias de las sustancias simples.
- La quinta  de las formas y materias del universo.

Por no contener esta obra referencias a los textos fundamentales del judaísmo, es decir el Pentateuco y el Talmud, y por haber sido redactada originalmente en árabe, su autor "Avicebrón" fue tomado al principio por un filósofo musulmán. Luego, traducida al latín bajo el nombre de Fons vitae por Juan Hispalense y Domingo Gundisalvo, se tornó una importante referencia para los franciscanos y para el mundo cristiano en general, aunque sus tesis fueran rechazadas por los dominicos, en especial por Alberto Magno y Tomás de Aquino, que se oponían a su interpretación neoplatónica de Aristóteles.

## Obras de Ibn Gabirol
- Diwan
- `Anaq
- Sefer tiqqum middot ha-nefes
- Sefer Meqor Hayyim
- Sefer Mibhar ha-peninim
- Keter Malkut